# Carl Behrens
Carl Johan Behrens (født 18. april 1867 i København, død 26. april 1946 sammesteds) var en dansk forfatter og journalist. 
Efter at have taget studentereksamen 1885 og den filosofiske prøve følgende år kastede Behrens sig over litterære studier. I 1888 samlede han en kreds af unge forfattere om tidsskriftet Ny Jord, som bestod et par år, og hvis redaktør Behrens var. Senere var Behrens knyttet til forskellig journalistisk og redaktionel virksomhed; han var således i en årrække dansk repræsentant for det ansete svenske tidsskrift Ord och Bild. Ved siden af udfoldede Behrens en virksomhed som litteraturhistoriker. I 1892 skrev han en pjece om det omtvistede forfatterskab til skuespillet Gulddaasen, 
og senere forfattede han tvende omfangsrige, på grundige studier hvilende, monografier af de tyske digtere Christian Dietrich Grabbe (1903) og Friedrich Hebbel (1905) og en historisk og dramaturgisk skildring af Agnes Bernauer i Historiens og Digtningens Lys (1906). I 1913 udsendte Behrens en mindre bog Vandringer i Nordsjælland. Han udgav for Selskabet for dansk Teaterhistorie Rosenstand-Goiskes Dramatiske Journal med kommentarer (1915-19).